# Генок Абрагамссон
Генок Абрагамссон (швед. Henock Abrahamsson, нар. 29 жовтня 1909, Гетеборг, Швеція — пом. 23 квітня 1958, Гетеборг, Швеція) — шведський футболіст, що грав на позиції воротаря за «Горду» та національну збірну Швеції.

## Клубна кар'єра
У дорослому футболі дебютував 1937 року виступами за команду клубу «Горда», кольори якої і захищав протягом усієї своєї кар'єри гравця, що тривала чотири роки.
Помер 23 квітня 1958 року на 49-му році життя у Гетеборзі.

## Виступи за збірну
1938 року дебютував в офіційних матчах у складі національної збірної Швеції. Протягом кар'єри у національній команді, яка тривала усього один рік, провів у формі головної команди країни 6 матчів, пропустивши 17 голів.
У складі збірної був учасником чемпіонату світу 1938 року у Франції.